# George Buchanan Foster
George Buchanan Foster, kanadski letalski častnik, vojaški pilot in letalski as, * 19. avgust 1897, Montreal, Quebec, † 3. junij 1974, Montreal, Quebec.
Nadporočnik Foster je v svoji vojaški službi dosegel 7 zračnih zmag.

## Življenjepis
Med prvo svetovno vojno je bil pripadnik 7. eskadrilje Kraljevega letalskega korpusa. Letel je z S.E.5a.
Njegov oče je bil senator G.G. Foster.

## Odlikovanja
- Distinguished Flying Cross (DFC)